# CryENGINE
CryENGINE是一个游戏引擎，它最初是Crytek为NVIDIA开发的技术演示，后来该公司看到了它的潜力，将其用于FPS游戏《孤岛惊魂》的开发。该引擎擅长类似于《闪点行动》的超远视距渲染，但拥有更先进的植被渲染系统。此外，玩家在游戏关卡中不需要暂停来加载附近的地形。对于室内和室外的地形皆可无缝切換（照明和渲染模式可能稍有不同）。
当支持像素着色器3.0和顶点着色器3.0的显卡发行后，Crytek开发了v1.2版引擎，其可渲染出更好的图像。在随后发布的CryENGINE 1.3版中，增加了对高动态光照渲染特效的支持。但只能在單顯示卡上启用，支持Shader Model 3.0和64位技术。
后来的CryENGINE 1.4版可以同时实现HDR和反锯齿效果（HDR+AA）。
2006年3月30日，育碧软件获得了《孤岛惊魂》的知识产权和孤岛惊魂所用CryENGINE的永久授权。
该引擎已经被授权给NCsoft公司，用于开发MMORPG《永恒之塔》。
2015年6月19日，Crytek新释出的CryEngine 3.8.1版本，並且支持对Linux游戏制作的支持。

## 引擎特性
- CryENGINE Sandbox：实时游戏编辑器，可实现“所见即所玩”（What you see is what you PLAY）。玩家可以很容易的创建大型户外关卡，加载测试自定义的游戏关卡，或看到游戏中特效的任何变化。

- 渲染器：可实现室内和室外的无缝连接。提供对OpenGL和DirectX8/9的支持，可利用Xbox，PS2和GameCube的硬件机能。

- 物理系统：支持人物的逆运动学效果，布娃娃系统，载具，刚体，液体，布料和软体效果。

- 人物的逆运动学及动作融合技术：支持单一人物模型的多重动作融合。

- 人工智能系统：基于脚本的AI和AI行为，能够不使用C++编程就能够自己创建自定义的敌人行为模式。

- 交互式动态音乐系统：音乐可以由游戏的特定事件触发，提供CD品质的5.1环绕立体声播放。

- 环境音效及SFS引擎：可准确地再现室外环境和室内环境声音的无缝混合。包括EAX 2.0音频的支持。

- 网络客户端和服务器系统：管理多人模式。这是一个基于客户/服务器结构的低延时网络系统。

- 着色器：一个脚本系统被用于使用多种不同方法来组合纹理材质来实现惊人的视觉效果。支持实时的像素渲染，凸凹反射，漫反射，反射，容积光效果，透明显示，窗口，弹孔和光泽表面。

- 地形：采用先进的高度图系统来减少多边形，可形成广阔的真实环境。以游戏单位换算，视野距离可达2公里。

- 光照和阴影：一个带高质量实时阴影组合了高级计算属性组合用于生成动态环境。包含高分辨率，透视和容积阴影用于生成真实的室内阴影效果。支持高级的粒子技术和任何用于粒子的容积光照效果。

- 雾：包含容积雾层和视距雾化等增强的大气效果变化。

- 集成工具：使用3DS MAX或者Maya创建的物体或者建筑可以在游戏或者编辑器里使用。

- Polybump™：独立或完全符合3DS MAX等工具。

- 脚本系统：基于流行的LUA语言，可以简单的设置和调整武器和游戏的各种参数，音效和加载画面而不用C++编程。

- 模块化：游戏完全由C++编写，并且带有注释、文档。[10]